# Från utställningsområdet "Gamla Stockholm" (film)
Från utställningsområdet "Gamla Stockholm" (originaltitel: Entrée du château dans le vieux Stockholm ) är en svensk-fransk kortfilm från 1897 med regi och foto av Alexandre Promio. Filmen premiärvisade den 3 juli 1897 på Lumières Kinematograf i Gamla Stockholm.

## Bakgrund
Filmen utspelar utanför miniatyrstaden "Gamla Stockholm". I Gamla Stockholm, som var en del av Allmänna konst- och industriutställningen 1897, fanns ett koncentrat av hela den medeltida bebyggelsen i Gamla stan, fantasifullt gestaltat av arkitekt Fredrik Lilljekvist med hjälp av naturtrogna kulisser. Gamla Stockholms personal bar tidstypiska kläder. 

## Handling
Tiden är ett medeltida Stockholm. Folk i rörelse. Filmen visar porten och gångbron till "Helgeandsholmen" i rekonstruktionen av Gamla Stockholm. Personer i tidstrogna dräkter promenerar förbi. Eleganta damer springer in och ut. Stadsvakten i blanka hjälmar marscherar förbi.

## Stillbilder

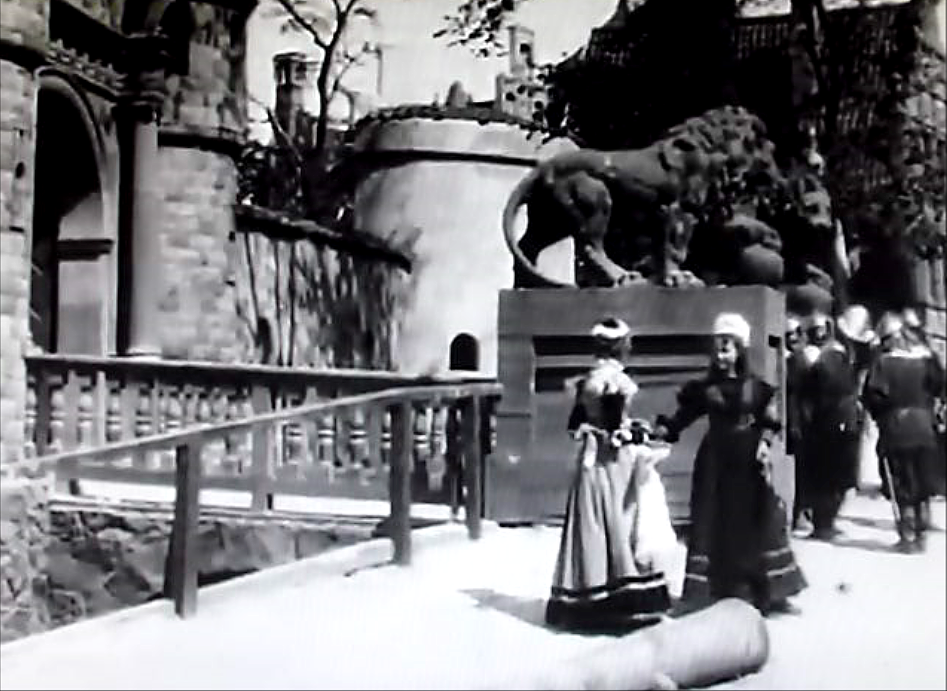
Folk i rörelse utanför
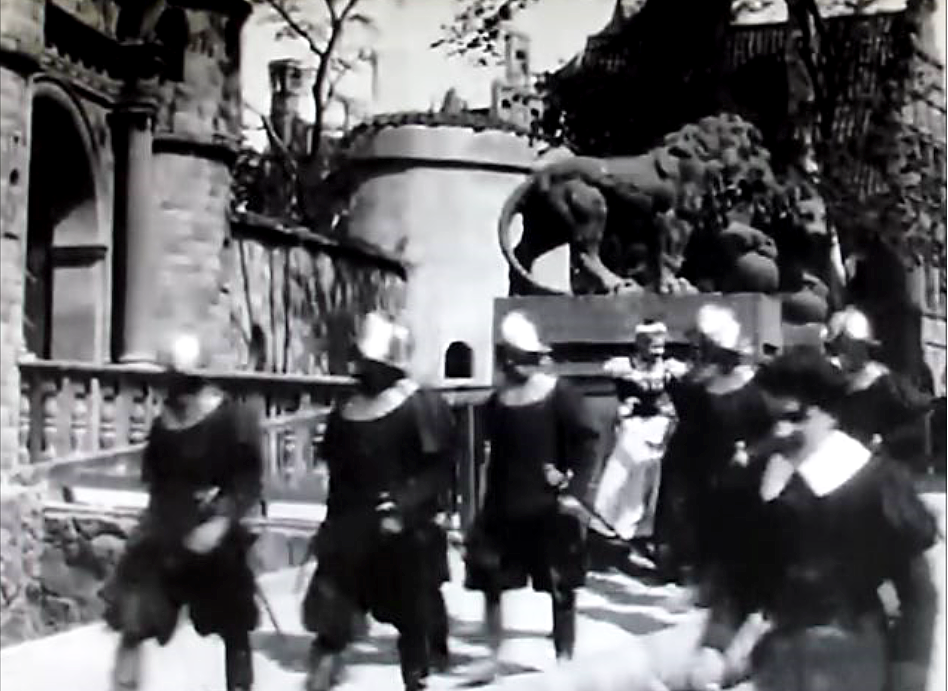
Stadsvakter marscherar förbi